# اچ‌ام‌اس وسپر (دی۵۵)
اچ‌ام‌اس وسپر (دی۵۵) (به انگلیسی: HMS Vesper (D55)) یک کشتی بود که طول آن ۳۰۰ فوت (۹۱٫۴ متر) بود. این کشتی در سال ۱۹۱۷ ساخته شد.